# Werner Hofmann (Illustrator, 1935)
Werner Hofmann (* 11. Oktober 1935 in Zug; † 27. Oktober 2005 in Luzern) war ein Schweizer Grafiker. 
Hofmann lebte in Luzern und arbeitete seit 1961 als freischaffender Illustrator und Holzschneider sowie als Lehrer an der Luzerner Schule für Gestaltung. Sein Schaffen ist beeinflusst durch Aufenthalte in Italien, Frankreich, Finnland, Spanien und New York. Er schuf Illustrationen zu Werken der Weltliteratur von George Moore, James Joyce, William Faulkner, Aleksis Kivi und Anton Tschechow. Für Georg Kreisler gestaltete er 1961 die Plattenhülle des Albums Seltsame Liebeslieder.
Hofmann erhielt 1962 den Anerkennungspreis des Kunst- und Kulturpreises der Stadt Luzern.